# Bettina Hoy
Bettina Hoy, född Bettina Overesch den 7 november 1962 i Rheine, är en tysk ryttare som tävlar i fälttävlan. Tidigare gift med Andrew Hoy. Hon har vunnit den fyrstjärniga Luhmühlen Horse Trials år 2005.

## OS 2004
I den avgörande banhoppningen korsade Bettina Hoy startlinjen två gånger efter att hon hade fått startsignal men tidtagningen startade först vid den andra passagen. Ground juryn insåg misstagen och tilldelade Bettina 14 extra straffpoäng för att motsvara det tidsfel hon skulle fått om tidtagningen hade fungerat korrekt. Detta gjorde att både Bettina och det tyska laget föll från sina förstaplatser i resultatlistan till plats nio individuellt och plats fyra för laget.
Det tyska laget protesterade mot domslutet, vilket bifölls av den tekniska kommittén och Tyskland åter fick sina medaljer. Detta överklagades dock gemensamt av Frankrike, Storbritannien och USA till idrottens skiljedomstol, som beslutade att tillägget av straffpoäng var korrekt. Därmed slutade det franska laget som guldmedaljörer, silvret gick till Storbritannien och USA tog brons, Tyskland slutade som fyra i lagtävlingen. De individuella medaljerna omfördelades till guldmedalj till brittiskan Leslie Law, silver till Kimberly Severson och brons till Pippa Funnell.